# Досифей (Топорков)
Досифей (в миру Топорков; ум. после 1547) — инок Иосифо-Волоцкого монастыря, писатель.
Племянник преподобного Иосифа Волоцкого и младший брат архиепископа Коломенского Вассиана.
Был пострижен в монашество в Иосифовом Волоколамском монастыре прп. Иосифом.
Из «Обзора духовной литературы», написанного Филаретом известны его сочинения «Надгробное слово преподобному Иосифу» и «Патерик». В монастыре хранилась написанная им «Псалтирь».
Им было написано надгробное слово преподобному Иосифу волоцкому вскоре после смерти последнего.